# Heather Begg
Heather Begg (Nelson, 1 december 1932 - Sydney, 12 mei 2009) was een Nieuw-Zeelands operazangeres. 
Wegg won in 1955 de wedstrijd "Sydney Sun Aria" en ging twee jaar later naar Londen om er te gaan studeren aan de "National School of Opera". Zij was vervolgens onder meer gedurende 10 jaar vaste mezzosopraan aan de "Royal Opera" van Covent Garden.
In Europa was zij vooral bekend van haar vertolkingen van Bizets "Carmen" en als de "Queen of the Fairies" in Gilbert en Sullivans "Iolanthe". Zij zong ook samen met bekende tenoren als José Carreras en Plácido Domingo. 
Begg stierf in mei 2009 aan leukemie.
- Bibsys: 3073585
- Biblioteca Nacional de España: XX5145113
- Bibliothèque nationale de France: cb140099262 (data)
- CiNii: DA09215017
- Gemeinsame Normdatei: 134324897
- International Standard Name Identifier: 0000 0000 6309 1684
- Library of Congress Control Number: n85212472
- MusicBrainz: 219e2c8e-e22c-4d42-bb7e-6ff1a4c7331c
- Nationale Bibliotheek van Tsjechië: xx0169063
- Nationale bibliotheek van Australië: 35991180
- Nationale Bibliotheek van Israël: 987007424794105171
- Nederlandse Thesaurus van Auteursnamen: 100963390
- Réseau des bibliothèques de Suisse occidentale: 02-A002984815
- Système universitaire de documentation: 126990468
- Virtual International Authority File: 22339459
- WorldCat: E39PBJj8KRBw44M3GGCqrB9VYP